# Primera División 2003-2004 (Spagna)
La Primera División 2003-2004 è stata la 73ª edizione della massima serie del campionato spagnolo di calcio, disputato tra il 30 agosto 2003 e il 23 maggio 2004 e concluso con la vittoria del Valencia, al suo sesto titolo.
Capocannoniere del torneo è stato Ronaldo (Real Madrid) con 24 reti.

## Classifica finale
|       | Pos. | Squadra               | Pt | G  | V  | N  | P  | GF | GS | DR  |
| ----- | ---- | --------------------- | -- | -- | -- | -- | -- | -- | -- | --- |
|       | 1.   | Valencia              | 77 | 38 | 23 | 8  | 7  | 71 | 27 | +44 |
|       | 2.   | Barcellona            | 72 | 38 | 21 | 9  | 8  | 63 | 39 | +24 |
|       | 3.   | Deportivo La Coruña   | 71 | 38 | 21 | 8  | 9  | 60 | 34 | +26 |
|       | 4.   | Real Madrid           | 70 | 38 | 21 | 7  | 10 | 72 | 54 | +18 |
|       | 5.   | Athletic Bilbao       | 56 | 38 | 15 | 11 | 12 | 53 | 49 | +4  |
|       | 6.   | Siviglia              | 55 | 38 | 15 | 10 | 13 | 56 | 45 | +11 |
|       | 7.   | Atlético Madrid       | 55 | 38 | 15 | 10 | 13 | 51 | 53 | -2  |
|       | 8.   | Villarreal            | 54 | 38 | 15 | 9  | 14 | 47 | 49 | -2  |
|       | 9.   | Real Betis            | 52 | 38 | 13 | 13 | 12 | 46 | 43 | +3  |
|       | 10.  | Malaga                | 51 | 38 | 15 | 6  | 17 | 50 | 55 | -5  |
|       | 11.  | Maiorca               | 51 | 38 | 15 | 6  | 17 | 54 | 66 | -12 |
| [ 2 ] | 12.  | Real Saragozza        | 48 | 38 | 13 | 9  | 16 | 46 | 55 | -9  |
|       | 13.  | Osasuna               | 48 | 38 | 11 | 15 | 12 | 38 | 37 | +1  |
|       | 14.  | Albacete              | 47 | 38 | 13 | 8  | 17 | 40 | 48 | -8  |
|       | 15.  | Real Sociedad         | 46 | 38 | 11 | 13 | 14 | 49 | 53 | -4  |
|       | 16.  | Espanyol              | 43 | 38 | 13 | 4  | 21 | 48 | 64 | -16 |
|       | 17.  | Racing Santander (-1) | 42 | 38 | 11 | 10 | 17 | 48 | 63 | -15 |
|       | 18.  | Real Valladolid       | 41 | 38 | 10 | 11 | 17 | 46 | 56 | -10 |
|       | 19.  | Celta Vigo            | 39 | 38 | 9  | 12 | 17 | 48 | 68 | -20 |
|       | 20.  | Real Murcia           | 26 | 38 | 5  | 11 | 22 | 29 | 57 | -28 |

Legenda:
      Campione di Spagna e qualificata alla prima fase a gironi della UEFA Champions League 2004-2005.
      Qualificata alla prima fase a gironi della UEFA Champions League 2004-2005.
      Qualificate al terzo turno di qualificazione della UEFA Champions League 2004-2005.
      Qualificate al primo turno di Coppa UEFA 2004-2005.
      Ammesse al terzo turno di Coppa Intertoto 2004.
      Retrocesse in Segunda División 2004-2005.
Regolamento:
Tre punti a vittoria, uno a pareggio, zero a sconfitta.
In caso di arrivo di due o più squadre a pari punti, la graduatoria verrà stilata secondo la classifica avulsa tra le squadre interessate che prevede, in ordine, i seguenti criteri:
- Punti negli scontri diretti.
- Differenza reti negli scontri diretti.
- Regola dei gol fuori casa negli scontri diretti.
- Differenza reti generale.
- Reti realizzate in generale.
- Posizione nella classifica fair-play.

Note:
Il Racong Santander ha scontato 1 punto di penalizzazione.

### Squadra campione
| Formazione tipo | Giocatori (presenze)       |
| --- | -------------------------- |
| Cañizares Marchena Ayala Carboni Torres Baraja Albelda Vicente Rufete Aimar Mista | Santiago Cañizares (37)    |
| Cañizares Marchena Ayala Carboni Torres Baraja Albelda Vicente Rufete Aimar Mista | Curro Torres (29)          |
| Cañizares Marchena Ayala Carboni Torres Baraja Albelda Vicente Rufete Aimar Mista | Amedeo Carboni (33)        |
| Cañizares Marchena Ayala Carboni Torres Baraja Albelda Vicente Rufete Aimar Mista | Carlos Marchena (31)       |
| Cañizares Marchena Ayala Carboni Torres Baraja Albelda Vicente Rufete Aimar Mista | Roberto Ayala (30)         |
| Cañizares Marchena Ayala Carboni Torres Baraja Albelda Vicente Rufete Aimar Mista | Francisco Rufete (27)      |
| Cañizares Marchena Ayala Carboni Torres Baraja Albelda Vicente Rufete Aimar Mista | Rubén Baraja (35)          |
| Cañizares Marchena Ayala Carboni Torres Baraja Albelda Vicente Rufete Aimar Mista | David Albelda (33)         |
| Cañizares Marchena Ayala Carboni Torres Baraja Albelda Vicente Rufete Aimar Mista | Vicente (33)               |
| Cañizares Marchena Ayala Carboni Torres Baraja Albelda Vicente Rufete Aimar Mista | Pablo César Aimar (25)     |
| Cañizares Marchena Ayala Carboni Torres Baraja Albelda Vicente Rufete Aimar Mista | Mista (33)                 |
| Cañizares Marchena Ayala Carboni Torres Baraja Albelda Vicente Rufete Aimar Mista | Allenatore: Rafael Benítez |
| Altri giocatori: Jorge López (26), Xisco (22), Miguel Ángel Angulo (22), Ricardo Oliveira (21), Mauricio Pellegrino (21), Momo Sissoko (21), Javier Garrido (15), David Canobbio (12), Fabián Canobbio (11), Juan Sánchez (10), Fábio Aurélio (2), David Rangel (1) |                            |

## Statistiche

### Squadre

#### Capoliste solitarie
|    | ——  | ——  | ——  | ——       | ——       | ——       | ——  | ——  | ——  | ——  | ——  | ——  | ——          | ——          | ——          | ——          | ——          | ——  | ——  | ——          | ——          | ——          | ——          | ——          | ——          | ——          | ——          | ——          | ——          | ——          | ——  | ——  | ——       | ——       | ——       | ——       | ——       | —— |  |
|    | Dep | Dep | Dep | Valencia | Valencia | Valencia | Dep | Dep |     | Dep |     |     | Real Madrid | Real Madrid | Real Madrid | Real Madrid | Real Madrid | Val | Val | Real Madrid | Real Madrid | Real Madrid | Real Madrid | Real Madrid | Real Madrid | Real Madrid | Real Madrid | Real Madrid | Real Madrid | Real Madrid | Val |     | Valencia | Valencia | Valencia | Valencia | Valencia |    |  |
|    |     |     |     |          |          |          |     |     |     |     |     |     |             |             |             |             |             |     |     |             |             |             |             |             |             |             |             |             |             |             |     |     |          |          |          |          |          |    |  |
|    |     |     |     |          |          |          |     |     |     |     |     |     |             |             |             |             |             |     |     |             |             |             |             |             |             |             |             |             |             |             |     |     |          |          |          |          |          |    |  |
| 1ª | 2ª  | 3ª  | 4ª  | 5ª       | 6ª       | 7ª       | 8ª  | 9ª  | 10ª | 11ª | 12ª | 13ª | 14ª         | 15ª         | 16ª         | 17ª         | 18ª         | 19ª | 20ª | 21ª         | 22ª         | 23ª         | 24ª         | 25ª         | 26ª         | 27ª         | 28ª         | 29ª         | 30ª         | 31ª         | 32ª | 33ª | 34ª      | 35ª      | 36ª      | 37ª      | 38ª      |    |  |

#### Primati stagionali
Squadre
- Maggior numero di vittorie: Valencia  (23)
- Minor numero di sconfitte: Valencia (7)
- Migliore attacco: Real Madrid (72)
- Miglior difesa: Valencia (27)
- Miglior differenza reti: Valencia (+44)
- Maggior numero di pareggi: Osasuna (15)
- Minor numero di pareggi: Espanyol (4)
- Maggior numero di sconfitte: Real Murcia (22)
- Minor numero di vittorie: Real Murcia (5)
- Peggior attacco: Real Murcia (29)
- Peggior difesa: Celta Vigo (68)
- Peggior differenza reti: Real Murcia (-28)

### Individuali

#### Classifica marcatori
| Gol | Rigori |  | Giocatore       | Squadra             |
| --- | ------ |  | --------------- | ------------------- |
| 24  | 1      |  | Ronaldo         | Real Madrid         |
| 20  | 7      |  | Júlio Baptista  | Siviglia            |
| 19  | 4      |  | Raúl Tamudo     | Espanyol            |
| 19  | 5      |  | Fernando Torres | Atlético Madrid     |
| 19  |        |  | Mista           | Valencia            |
| 18  | 5      |  | Salva Ballesta  | Málaga              |
| 17  | 4      |  | David Villa     | Real Saragozza      |
| 17  | 6      |  | Samuel Eto'o    | Mallorca            |
| 15  | 2      |  | Ronaldinho      | Barcellona          |
| 14  | 1      |  | Savo Milošević  | Celta Vigo          |
| 14  |        |  | Javier Saviola  | Barcellona          |
| 13  |        |  | Nihat Kahveci   | Real Sociedad       |
| 13  |        |  | Walter Pandiani | Deportivo La Coruña |
| 12  |        |  | Sonny Anderson  | Villarreal          |
| 12  | 1      |  | Vicente         | Valencia            |